# Eragrostis humifusa
Eragrostis humifusa är en gräsart som beskrevs av C.Cordem. Eragrostis humifusa ingår i släktet kärleksgrässläktet, och familjen gräs.
Artens utbredningsområde är Réunion. Inga underarter finns listade i Catalogue of Life.